# Fortune Bassey
Fortune Akpan Bassey (* 6. října 1998 Benin City) je nigerijský profesionální fotbalista, který hraje na pozici útočníka za plzeňský klub Viktoria.

## Klubová kariéra
Bassey se narodil v nigerijském městě Benin City a fotbalově vyrostl v akademii klubu Eagle Wings.
V únoru 2018 se přesunul do Česka, konkrétně do akademie pražského klubu Bohemians 1905. V létě byl puštěn do třetiligové Olympie Radotín, kde pomohl klubu 24 góly v 33 ligových zápasech ke konečné druhé příčce v lize, na první Vyšehrad měli manko pouhých 3 bodů. Po sezóně se přesunul do druhé nejvyšší soutěže, kde posílil Ústí nad Labem. S bilancí 5 vstřelených branek a 5 asistencí v sezóně 2019/20 upoutal pozornost prvoligových Českých Budějovic, kam v létě 2020 nakonec zamířil.
Do základní sestavy prvoligového klubu se nedokázal prosadit, a tak v lednu 2021 odešel na půlroční hostování bez opce do Vlašimi. Za půlrok tam vstřelil čtyři ligové branky. Po návratu do Budějovic však byl útočníkem číslo dva za letní posilou Michalem Škodou. Svoji první branku v české nejvyšší soutěži vstřelil 7. srpna 2021, a to do sítě Baníku Ostrava. Poté, co přidal další branku i v následujícím utkání proti Sigmě Olomouc, se stal stabilním členem základní sestavy.
V listopadu se stal nejlepším hráčem měsíce v české první lize, a to díky tomu, že ve třech zápasech vstřelil čtyři branky.
V lednu 2022 přestoupil Bassey do týmu maďarského mistra Ferencvárose Budapešť. Podle klubového webu Jihočechů se stal nejdražším hráčem v jejich historii. Konkrétní sumu tým nezveřejnil, podle iSport.cz mělo jít minimálně o 37 milionů korun.